# Серра-ди-Ферро
Серра-ди-Ферро (фр. Serra-di-Ferro, корс. Sarra di Farru) — коммуна во Франции, находится в регионе Корсика. Департамент коммуны — Южная Корсика. Входит в состав кантона Тараво-Орнано. Округ коммуны — Аяччо.
Код INSEE коммуны — 2A276.

## Население
Население коммуны на 2008 год составляло 438 человек.
| 1962 | 1968 | 1975 | 1982 | 1990 | 1999 | 2006 | 2008 |
| ---- | ---- | ---- | ---- | ---- | ---- | ---- | ---- |
| 277  | 284  | 334  | 342  | 327  | 353  | 420  | 438  |

## Экономика
В 2007 году среди 270 человек в трудоспособном возрасте (15—64 лет) 169 были экономически активными, 101 — неактивными (показатель активности — 62,6 %, в 1999 году было 55,9 %). Из 169 активных работало 147 человек (100 мужчин и 47 женщин), безработных было 22 (8 мужчин и 14 женщин). Среди 101 неактивной 12 человек были учениками или студентами, 39 — пенсионерами, 50 были неактивными по другим причинам.
В 2008 году в коммуне насчитывалось 179 облагаемых налогом домохозяйств, в которых проживали 361 человек, медиана доходов составляла 16 822 евро на одного человека.